# Villi Bossi
Villi Bossi (Muggia, 8 novembre 1939) è uno scultore italiano.
Studia all'Accademia di Belle Arti di Genova sotto la guida di Lodovico Caraventa.
Frequenta la Scuola Libera di Figura diretta da Nino Perizi, presso il Museo Revoltella di Trieste. Dal 1964 espone in mostre personali, di gruppo e collettive, distinguendosi per la versatilità dell'impiego di materiali diversi, dando una marcata preferenza all'uso di legno e, soprattutto, alla pietra. Risiede e lavora nel medievale Castello di Muggia.
Nel 1986 esegue per la Camera di Commercio di Trieste una grande scultura in pietra di Repen per onorare lo scambio commerciale Trieste-Salonicco (Fiera di Salonicco, in Grecia).
Nel 1995 una grande scultura di marmo di Lasa viene collocata in un parco di Dresda (Germania).
Nel 1999 esegue, assieme allo scultore Erik Lovko, una grande scultura in pietra d'Istria (Kirmaniak) per segnalare l'abolizione del confine tra lo Stato italiano e sloveno (Rabuiese).
Nel 2004, Villi Bossi esegue per le Assicurazioni Generali un "Leone Marciano" da un monoblocco di pietra Canfanaro d'Istria di 8 metri cubi, a Bastione del Portello (Padova).
Nel 2012 scolpisce un busto marmoreo per la famiglia Pacorini, e nel 2013 produce la scultura in pietra "Onda" per l'Assessorato alla Cultura della Regione Friuli-Venezia Giulia, a Trieste.  Partecipa a numerosi Simposi Internazionali di Scultura: Prilep (Macedonia, 1976, 1982), Lipizza (Slovenia, 1980), Jockgrim (Germania, 1989), Kandel (Germania, 1993), Germersheim (Germania, 1997), Pirmasens (Germania, 1998), Portorose (Slovenia, 1999), Mostar (Erzegovina, 2006).
Dal 1964 al 2012, ha tenuto 30 mostre personali in Austria ed in varie città italiane, ed ha partecipato a 40 simposi internazionali di scultura. Le sue opere sono state recensite, tra gli altri, da Giulio Montenero, Enzo Santese, Marianna Accerboni e Boris Petkovski.

## Alcune opere
- 1978 Porta dell'Amicizia in legno di quercia, altezza cm 430, a Kostanievica na Krki (Slovenia).
- 1980 Puledro lipizzano in pietra calcare, cm 100 150 230, a Lipizza (Slovenia).
- 1987 Tracce di Vita in marmo, cm 160 180 400, a Dresda (Germania).
- 1989 Controllo delle nascite in pietra arenaria Sandstein, cm 160 220, a Jockgrim (Germania).
- 1995 Verso la Vita in pietra dorata, cm 100 80 300.
- 1995 Trono di Federico II di Svevia (a 800 anni dalla nascita) in marmo della Garfagnana, altezza cm 300, a Minucciano (Lucca).
- 1997 Sotto la cometa Hale-Bopp in pietra arenaria Sandstein, a Germersheim (Germania).
- 1998 Fiume di lacrime sulla Storia - Anno 2000 in pietra arenaria Sandstein, altezza cm 250, Parco di Pirmasens (Germania).
- 1999 Il 2000 in pietra di Vicenza, altezza cm 200, Piazza del Simposio, Nanto (Vicenza).
- 2002 Cantico in legno di platano, cm 20 62 39.
- 2003 Rinascita in pietra di Aurisina fiorita, cm 20 62 39.
- 2003 Foglia in pietra di Aurisina, cm 76 80 48.
- 2005 Germoglio in marmo di Aurisina, cm 130 150 190.
- 2006 Ciclo: Rinascita in legno di tiglio, cm 60 60 160.
- 2006 Sentinella in pietra d' Istria, a Mostar (Erzegovina), cm 50 60 210.
- 2008 Dialogo parallelo in legno di tiglio, cm 28 65 130.
- 2009 Fertilità in pietra d' Aurisina, cm 35 50 48.
- 2010 Ritrovata libertà in pietra di Repen, cm 25 25 87.
- 2011 Fiore in pietra d' Istria, cm 53 23 35.
- 2012 Vortice in legno di ciliegio, cm 1040 30 30.
- 2012 Petali in marmo grigio di Carnia, cm 45 60 20.
- 2012 Rinascita in marmo di Carrara, cm 30 30 70.
- 2013 Semi dell'abete in marmo di Carrara, cm 32 23 21.

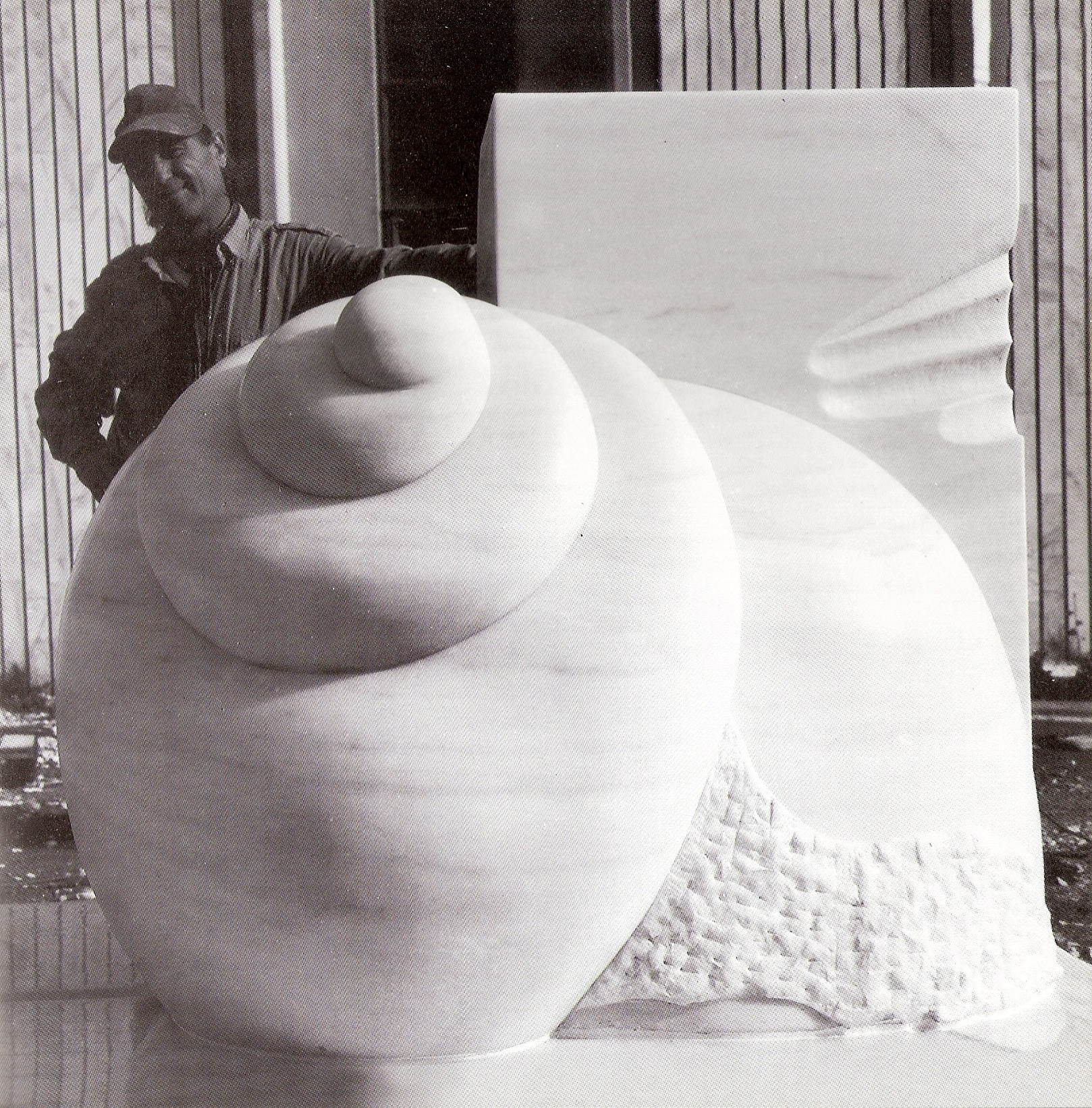
Tracce di Vita (1987)
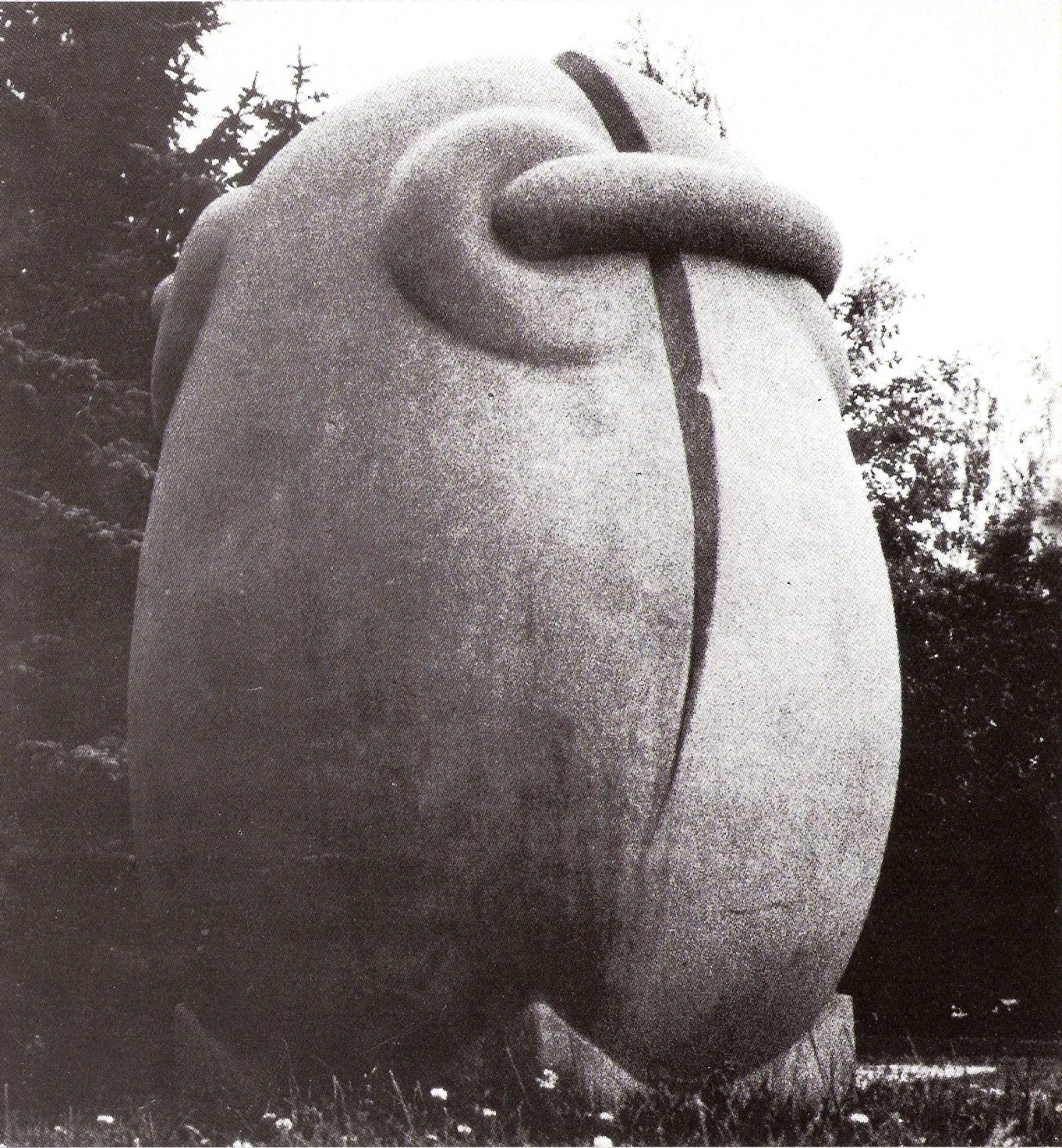
Controllo delle nascite (1989)
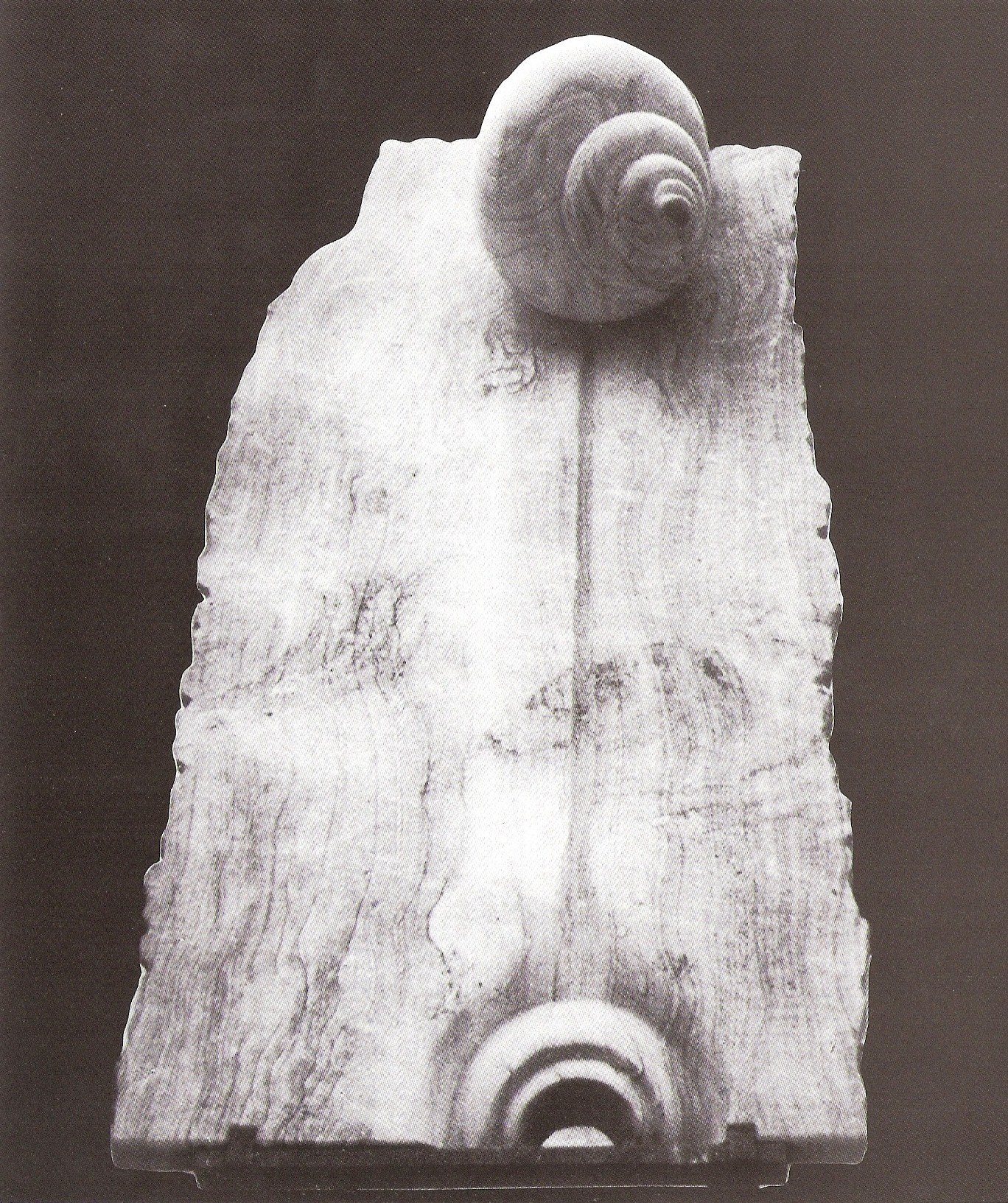
Verso la Vita (1995)
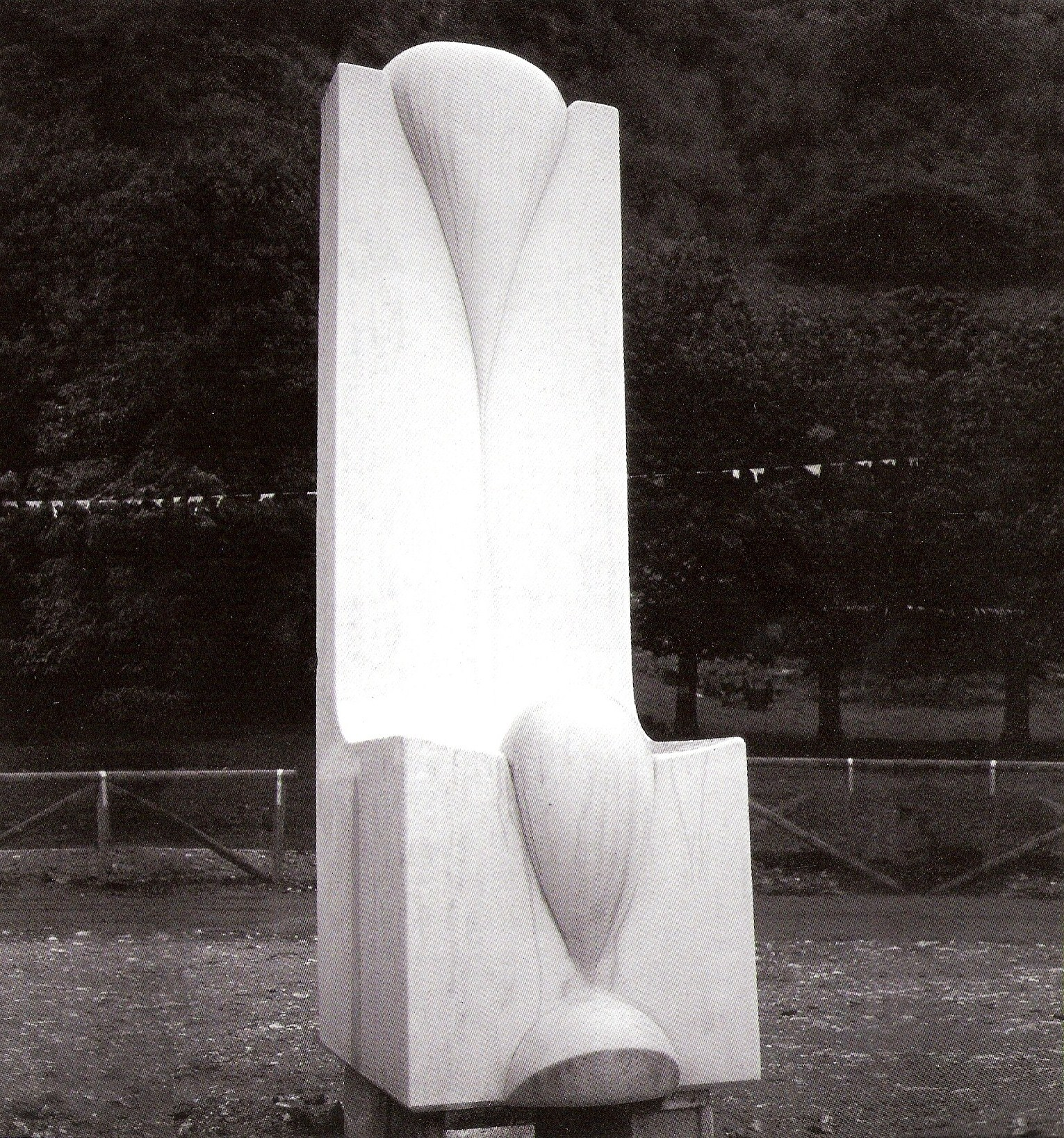
Trono di Federico II di Svevia (1995)

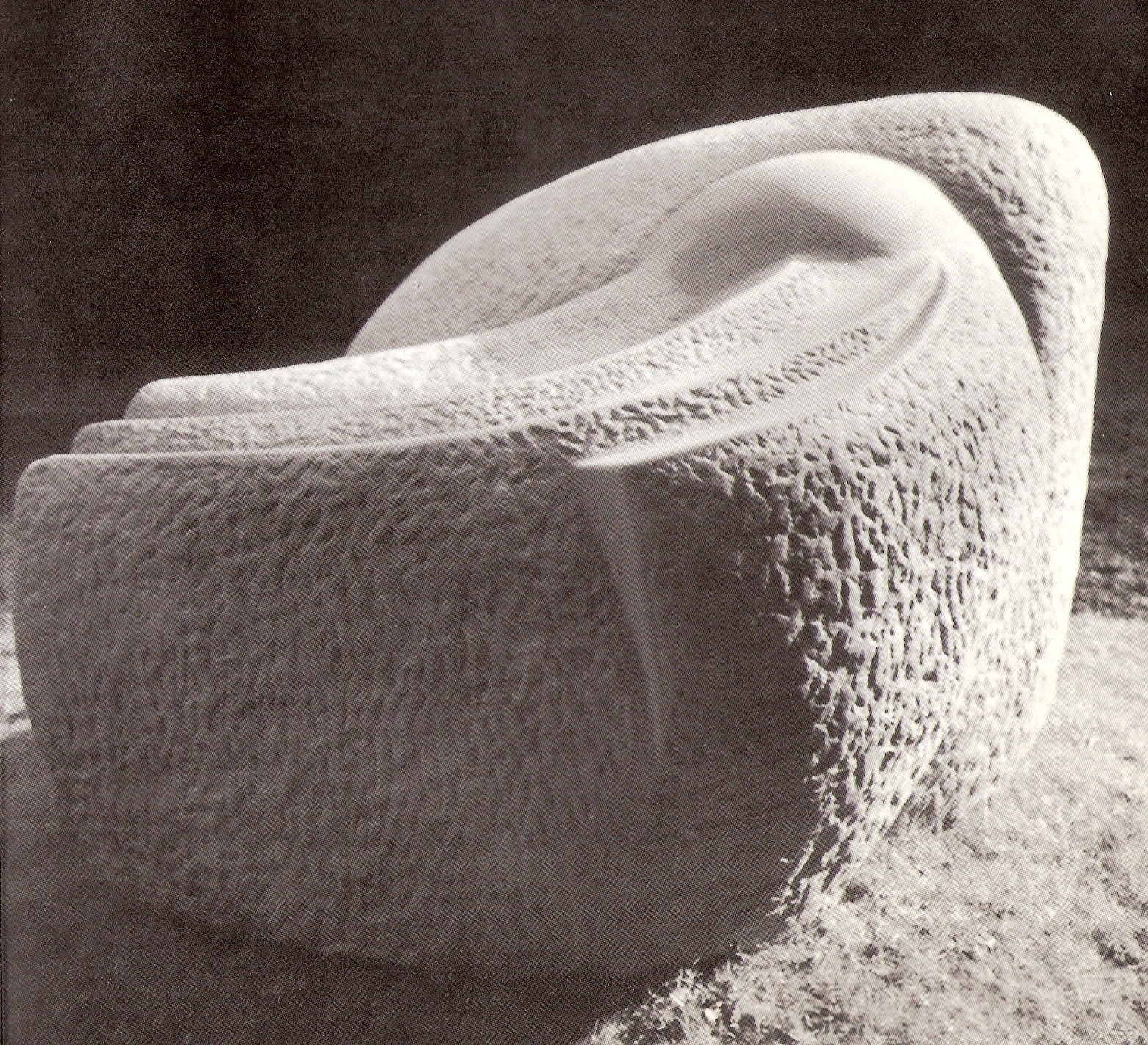
Sotto la cometa Hale-Bopp (1997)
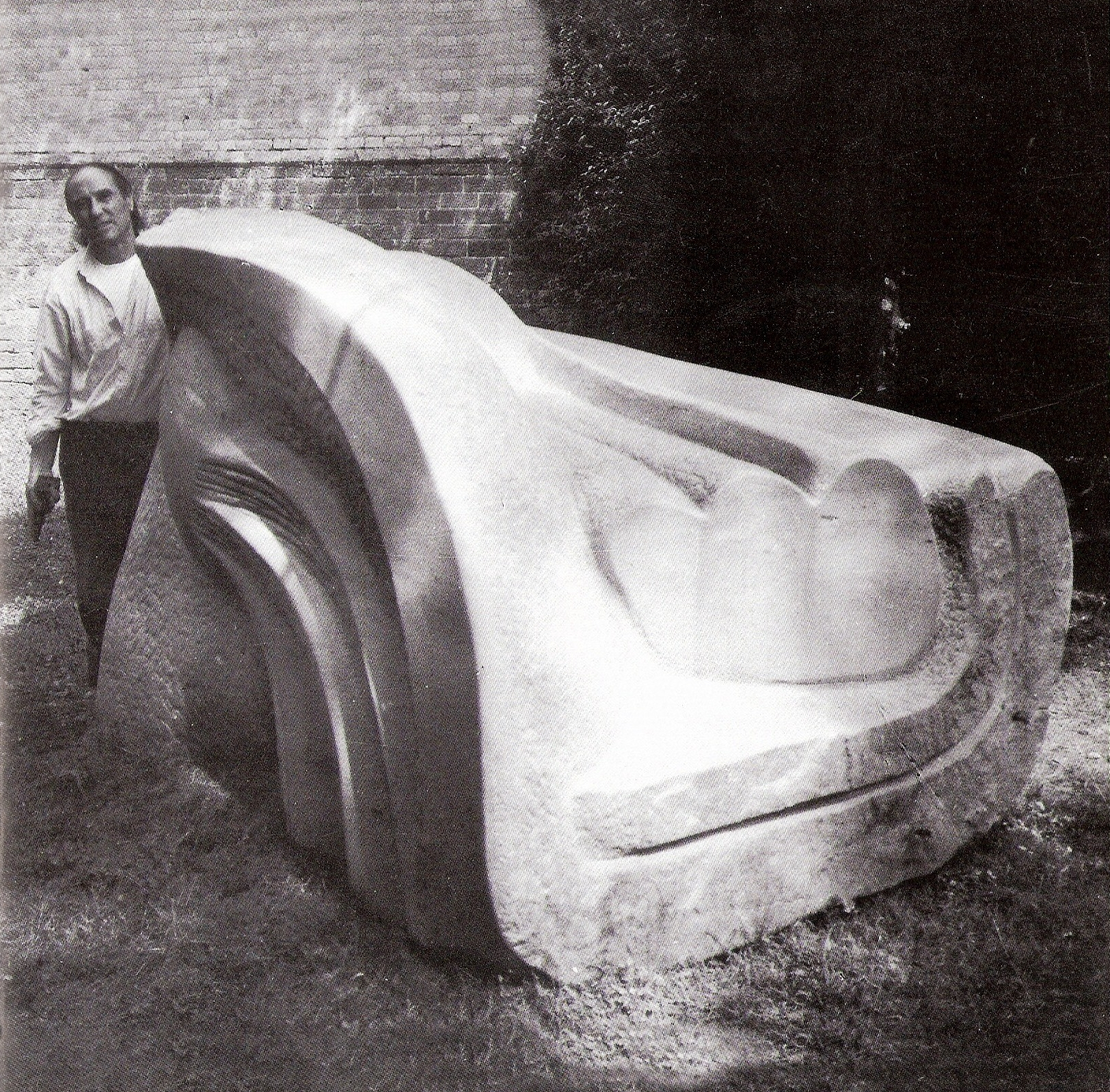
Sotto la cometa Hale-Bopp (1997)
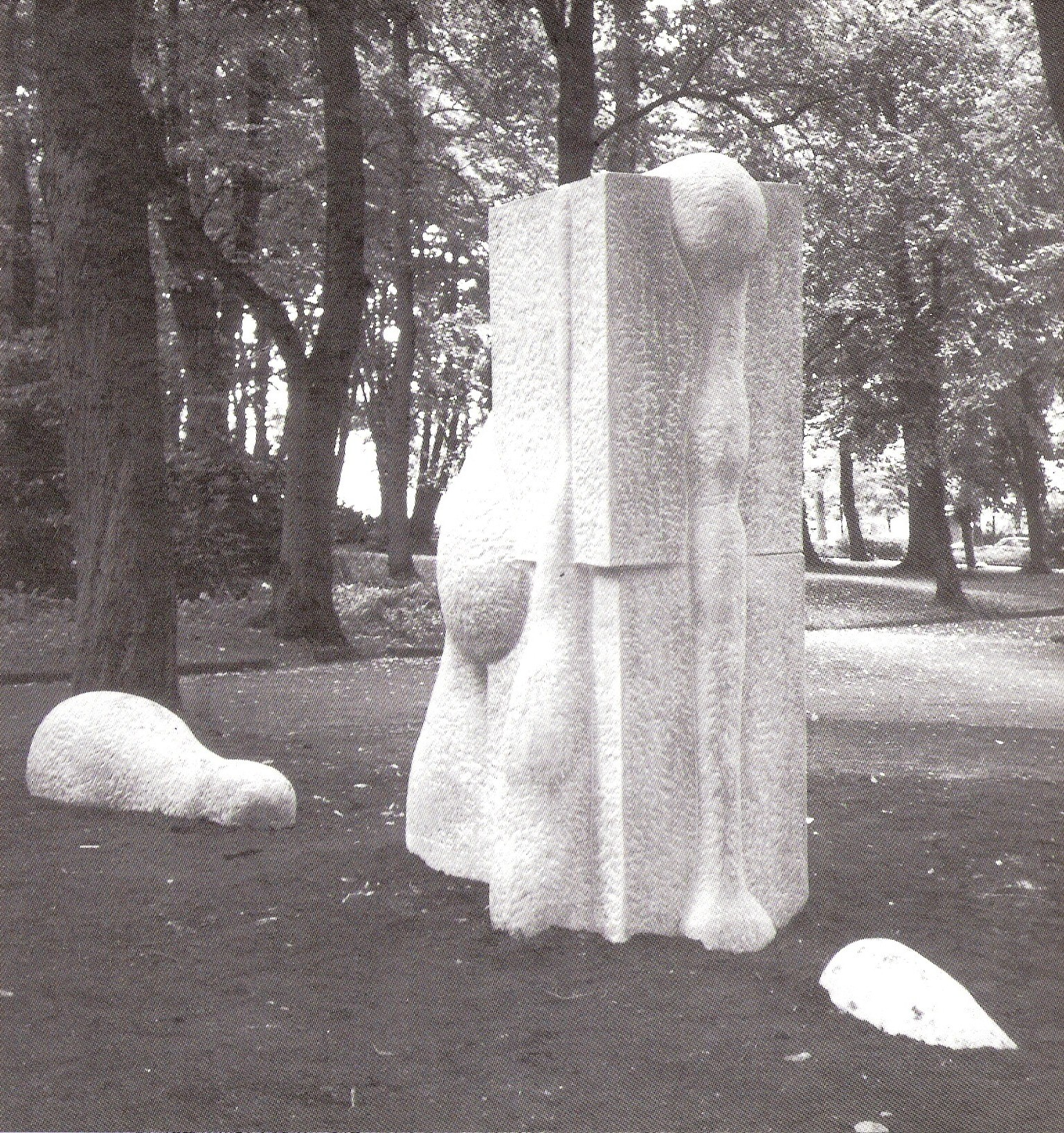
Fiume di lacrime sulla Storia (1998)
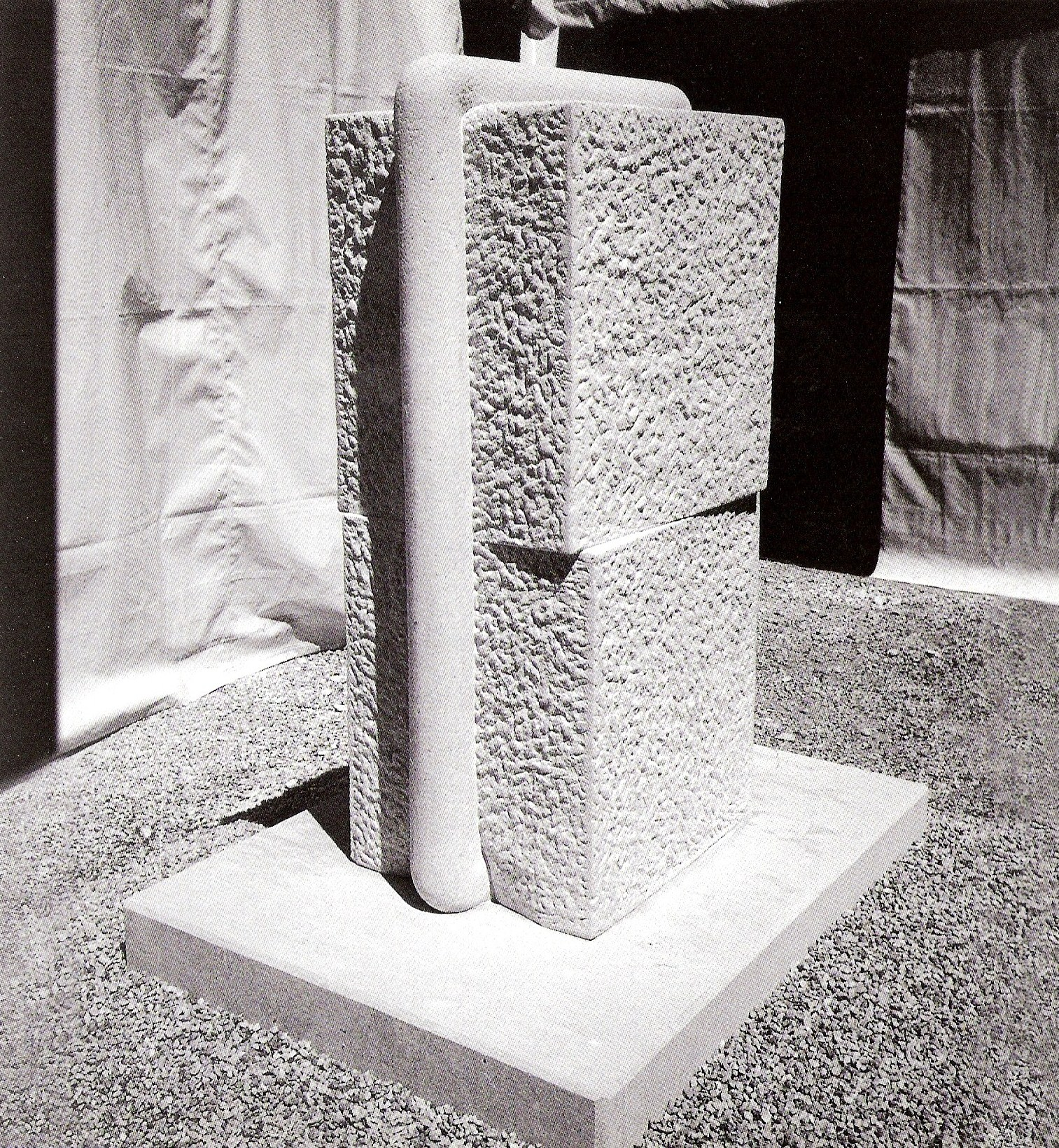
Il 2000 (1999)

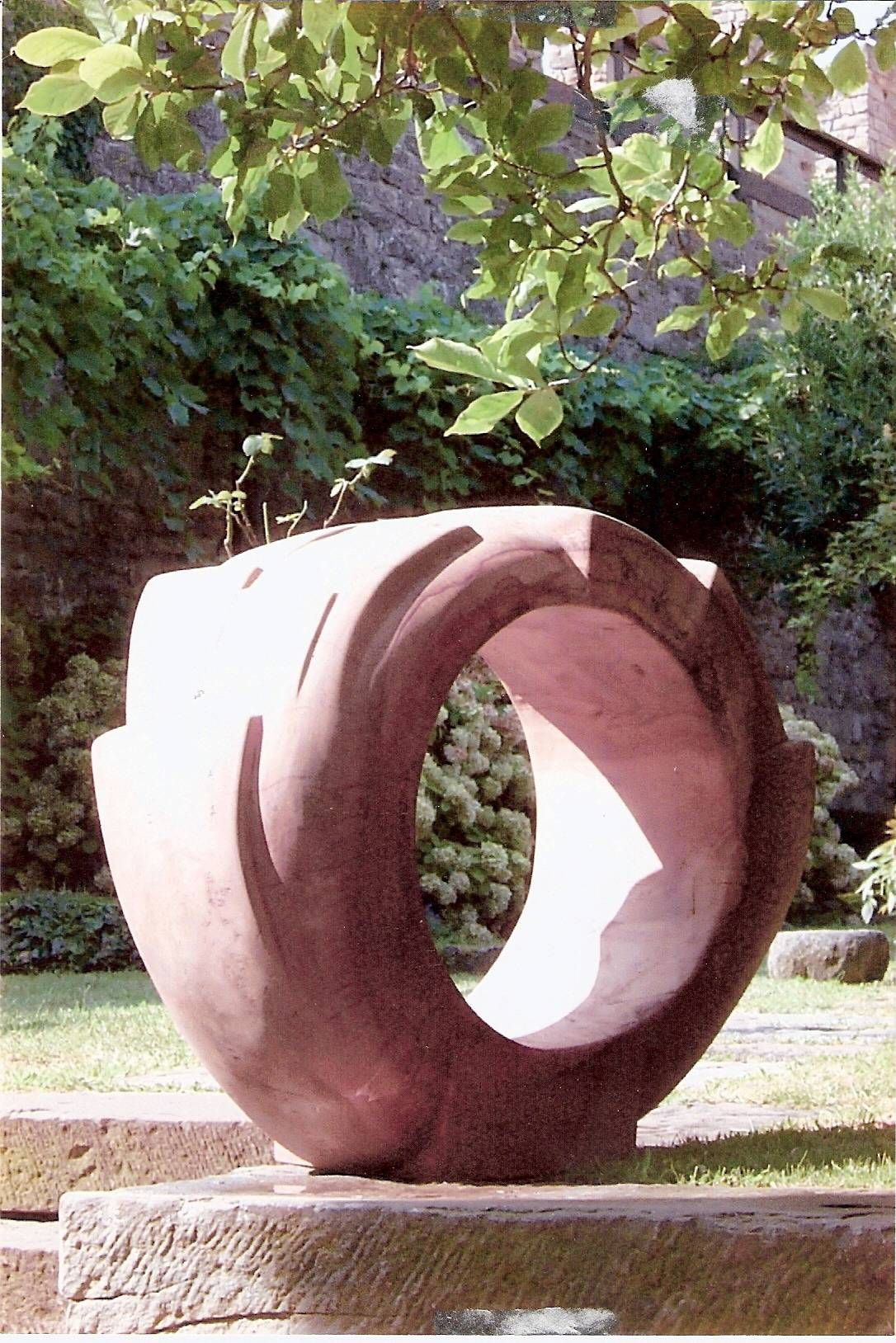
Cantico (2002)
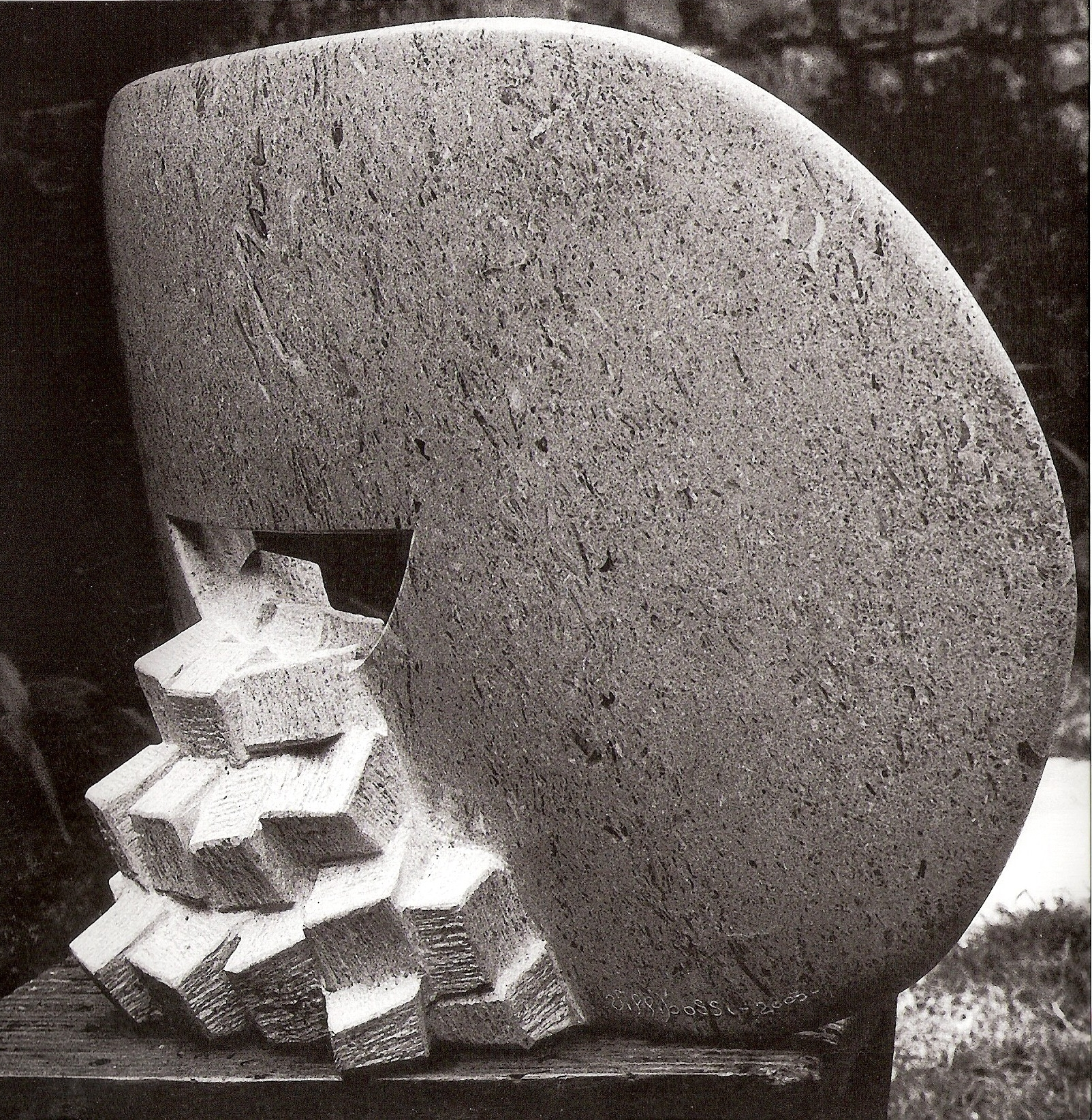
Rinascita (2003)
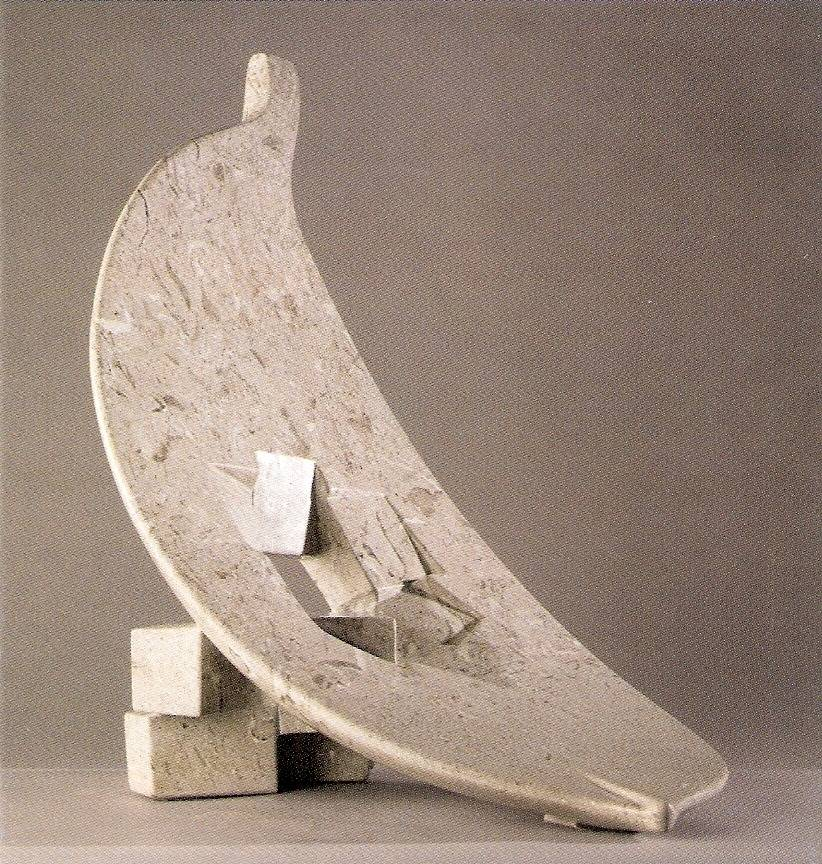
Foglia (2003)
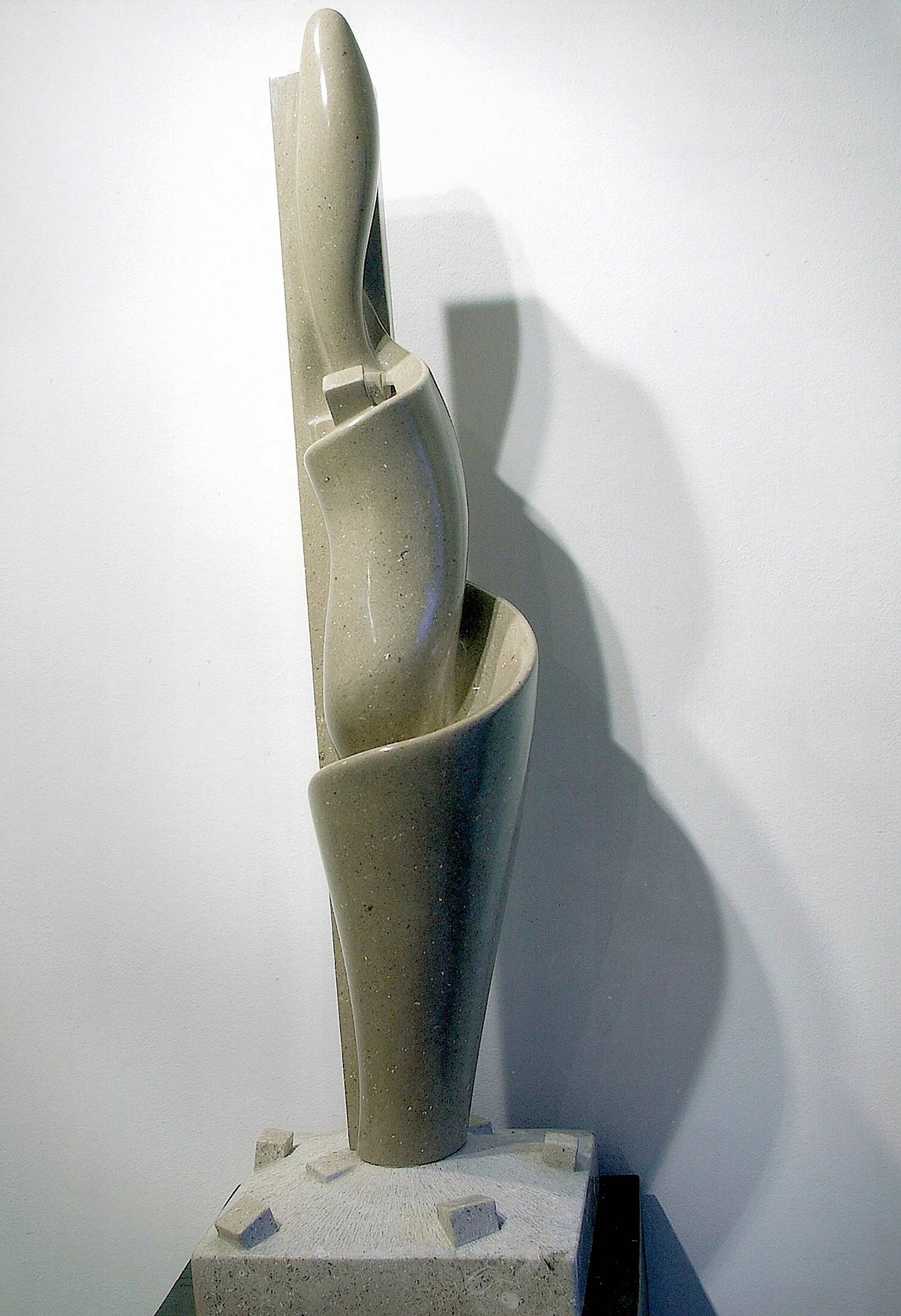
Germoglio (2005)

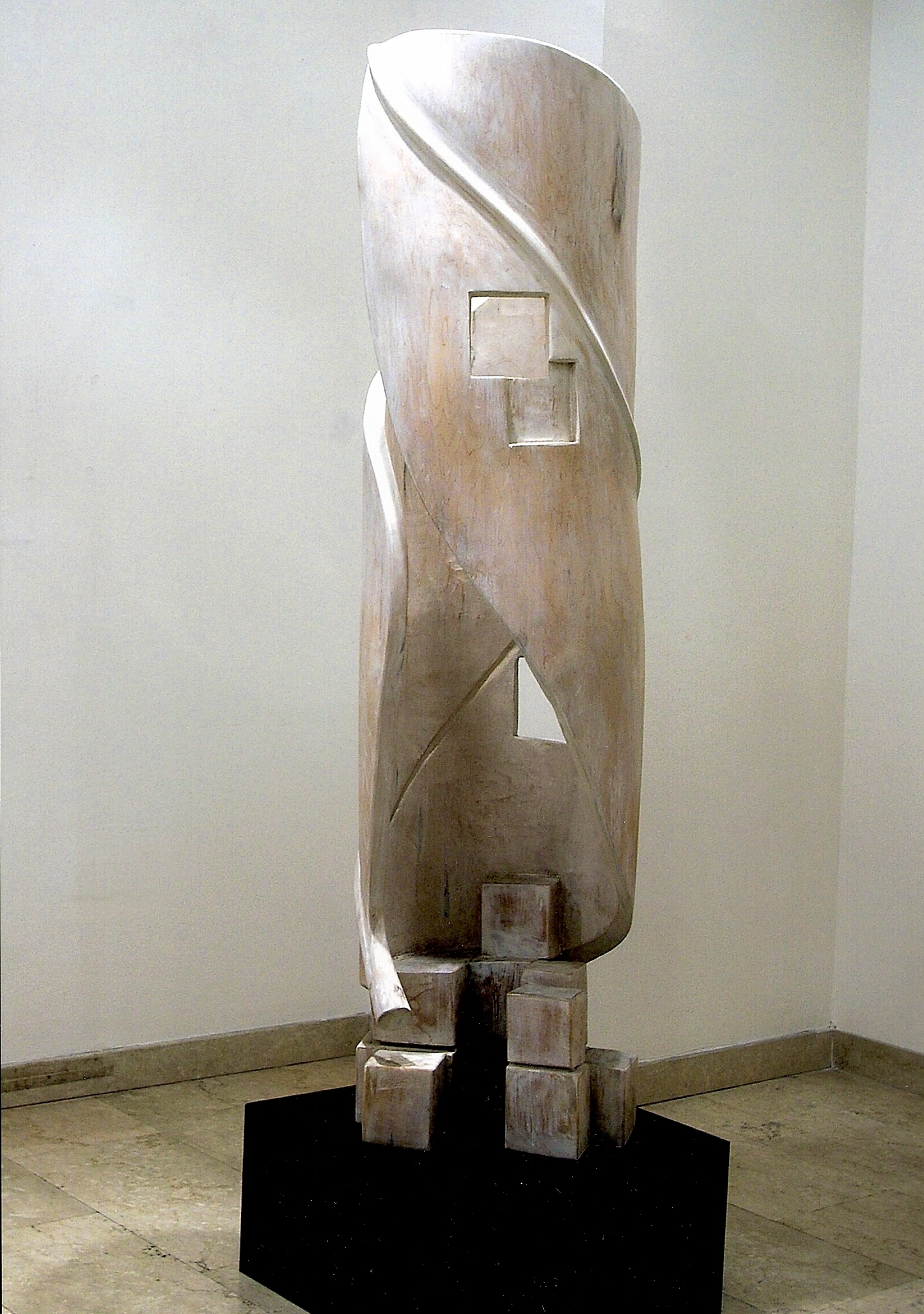
Ciclo: Rinascita (2005)
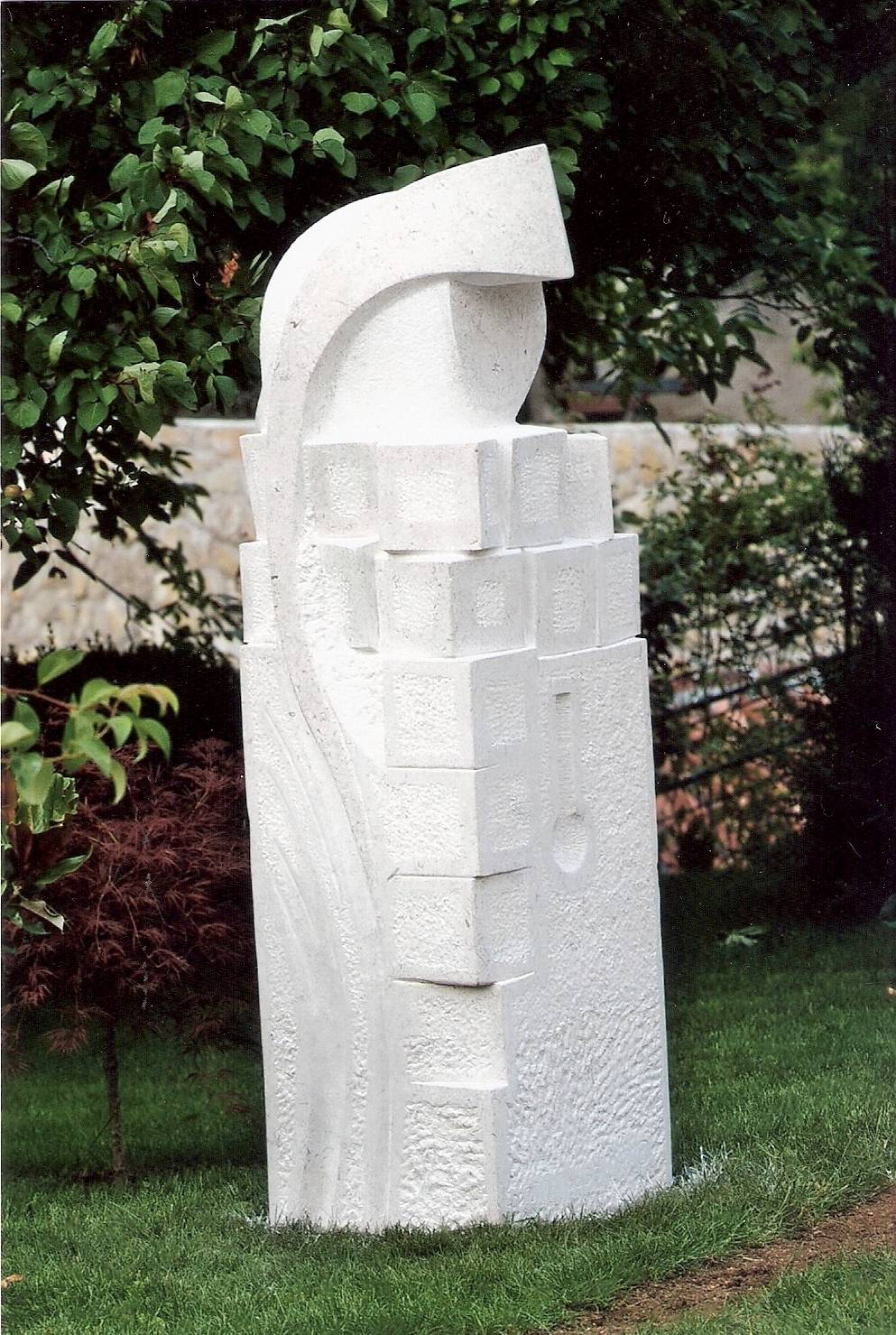
Sentinella (2006)
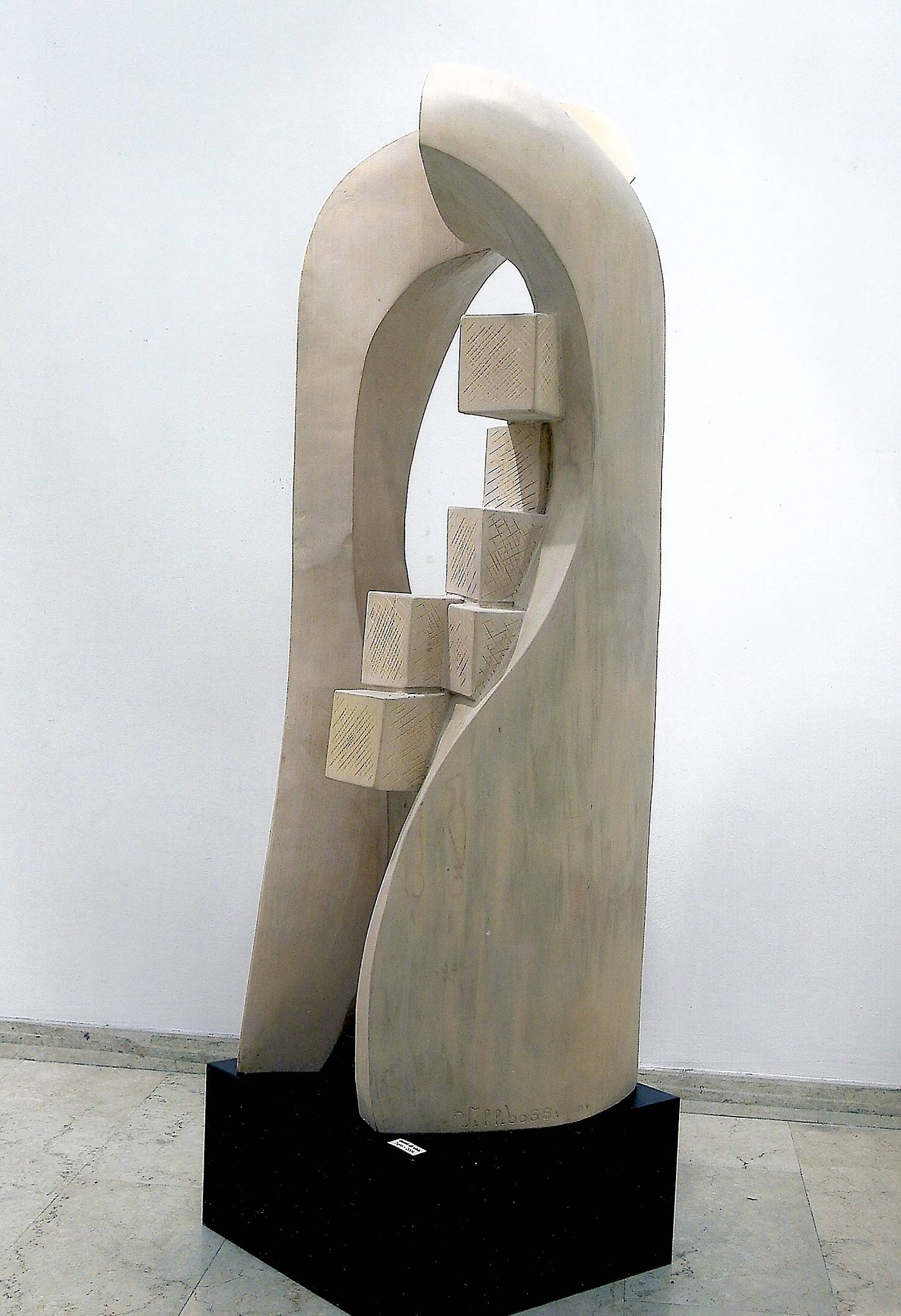
Rinascita (2006)
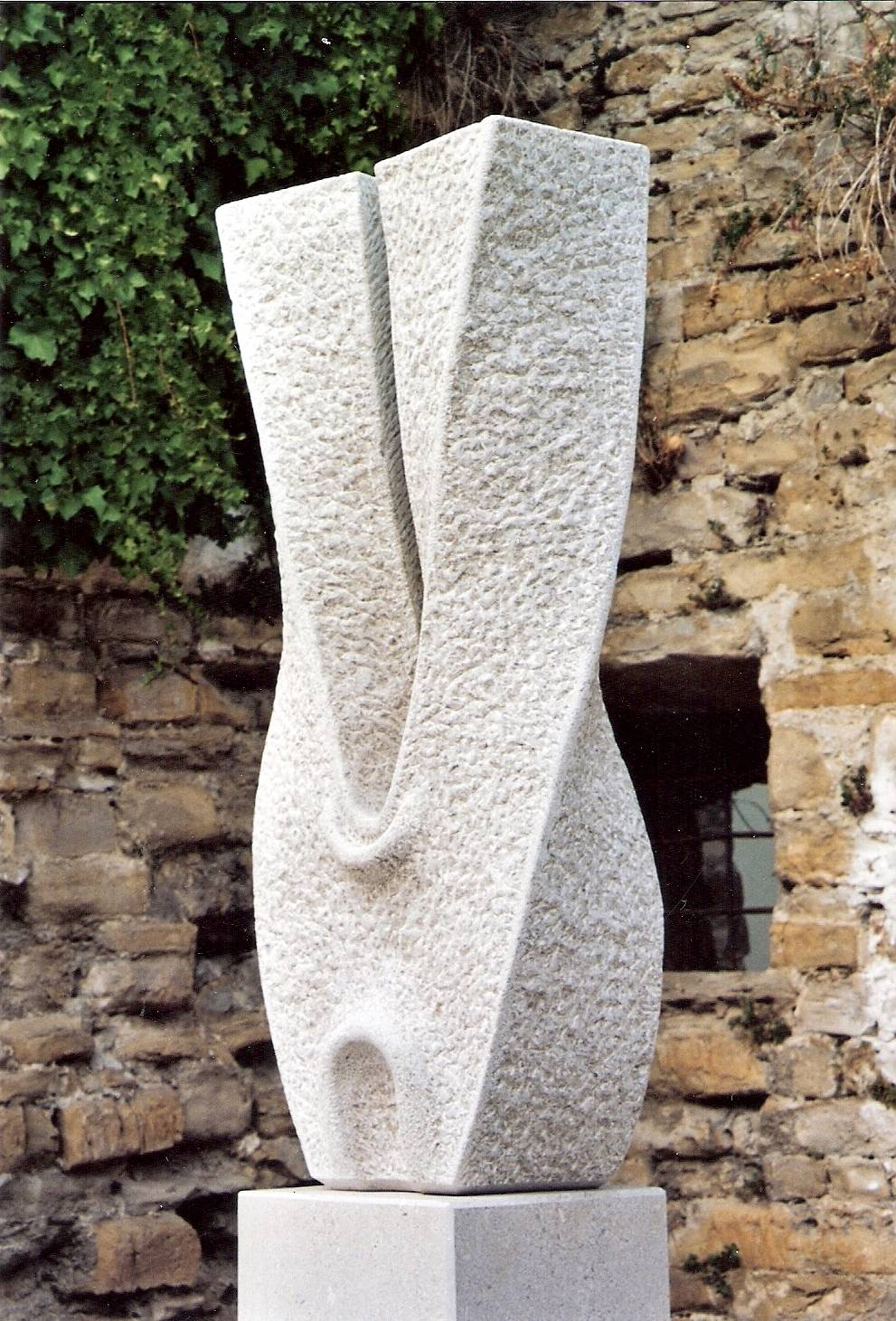
Dialogo parallelo (2008)

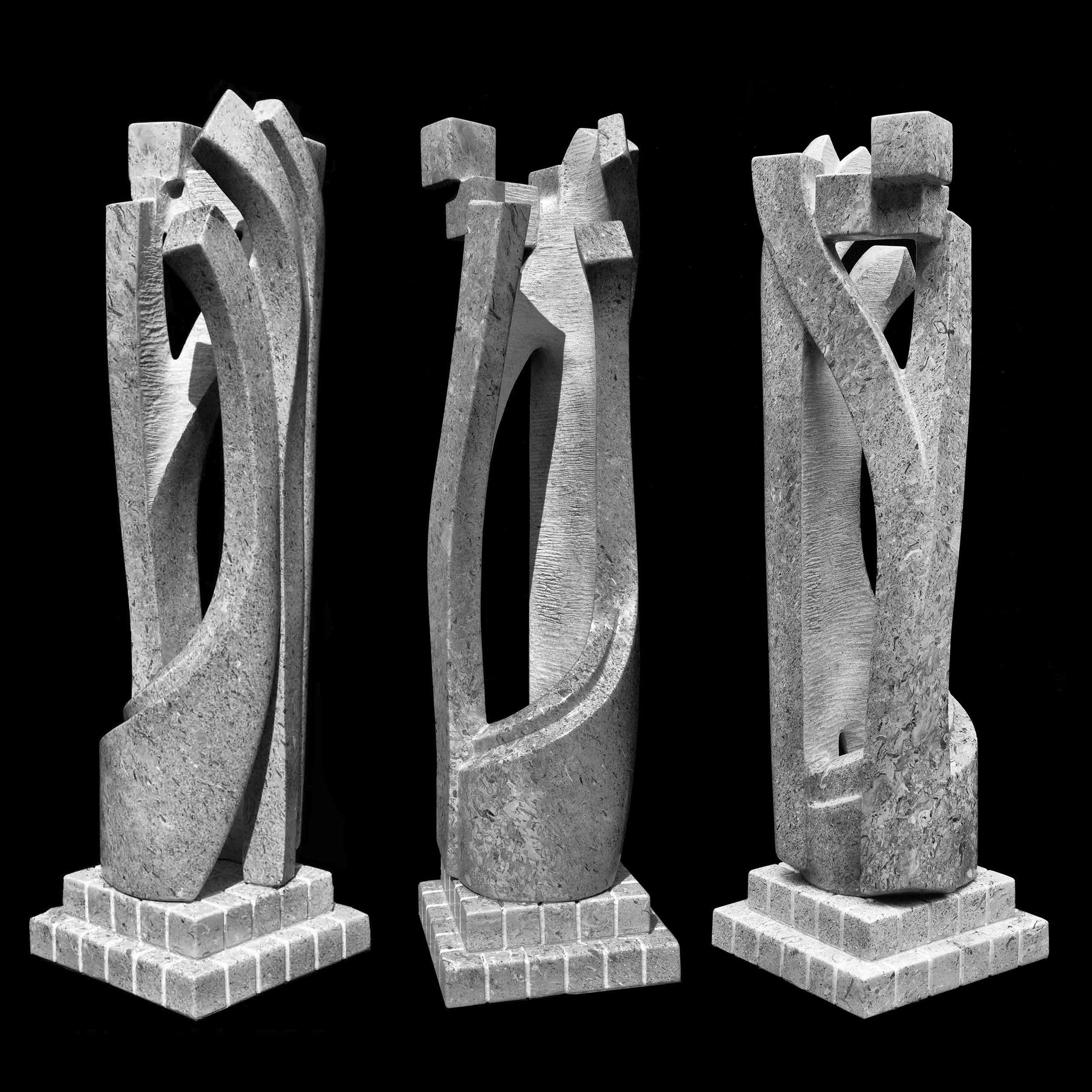
Ritrovata libertà (2010)
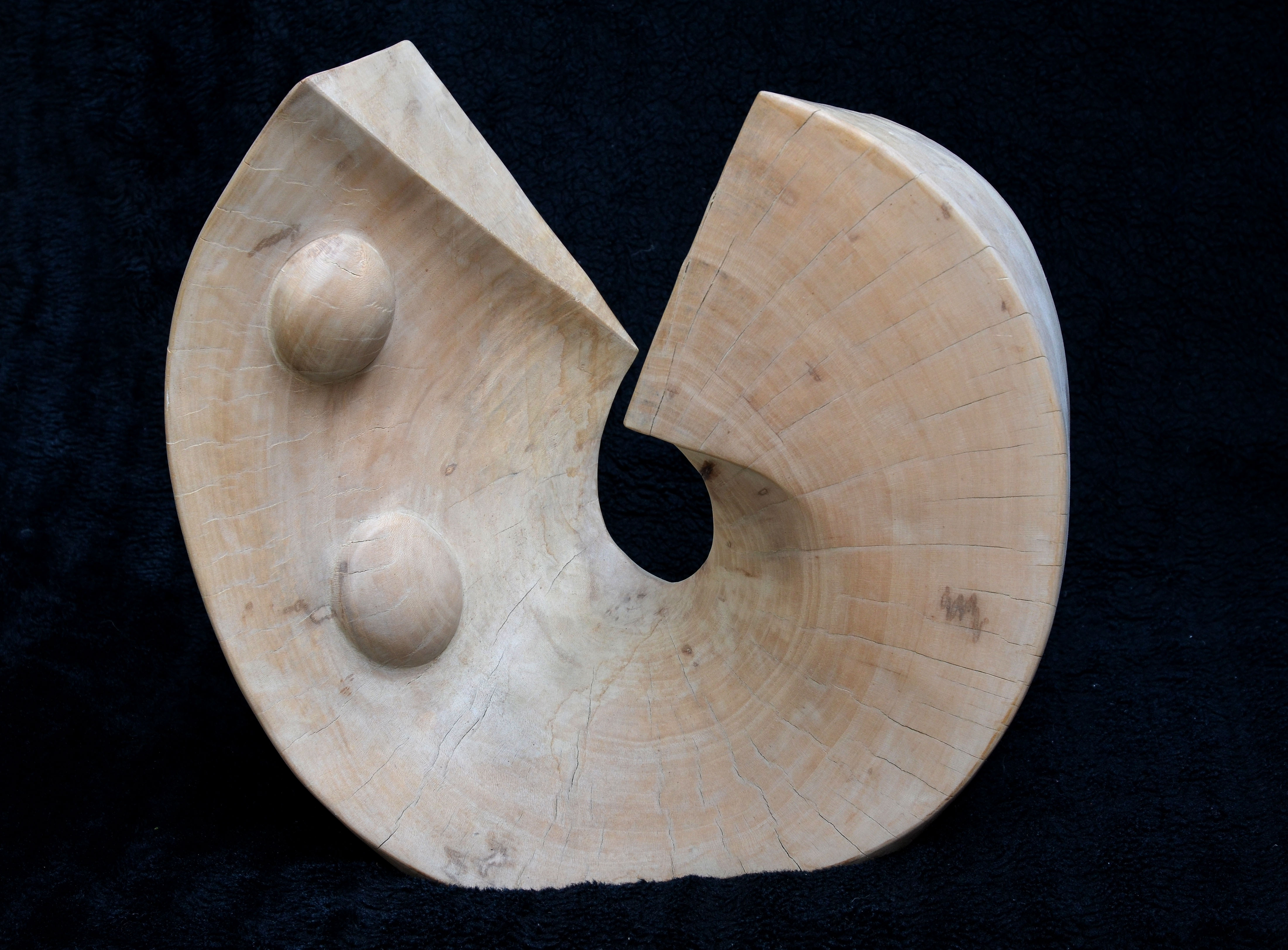
Fertilità (2009)
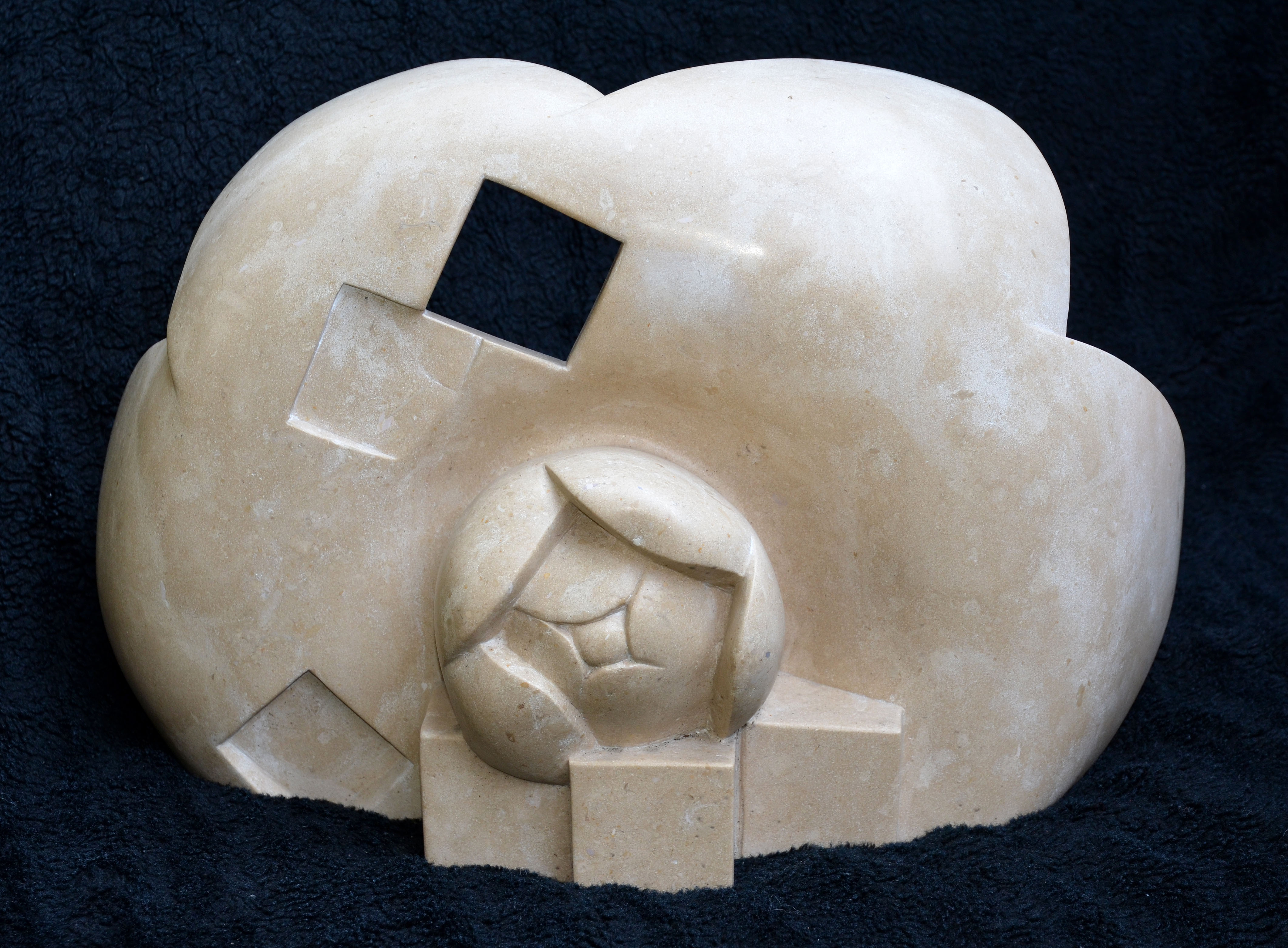
Fiore (2011)
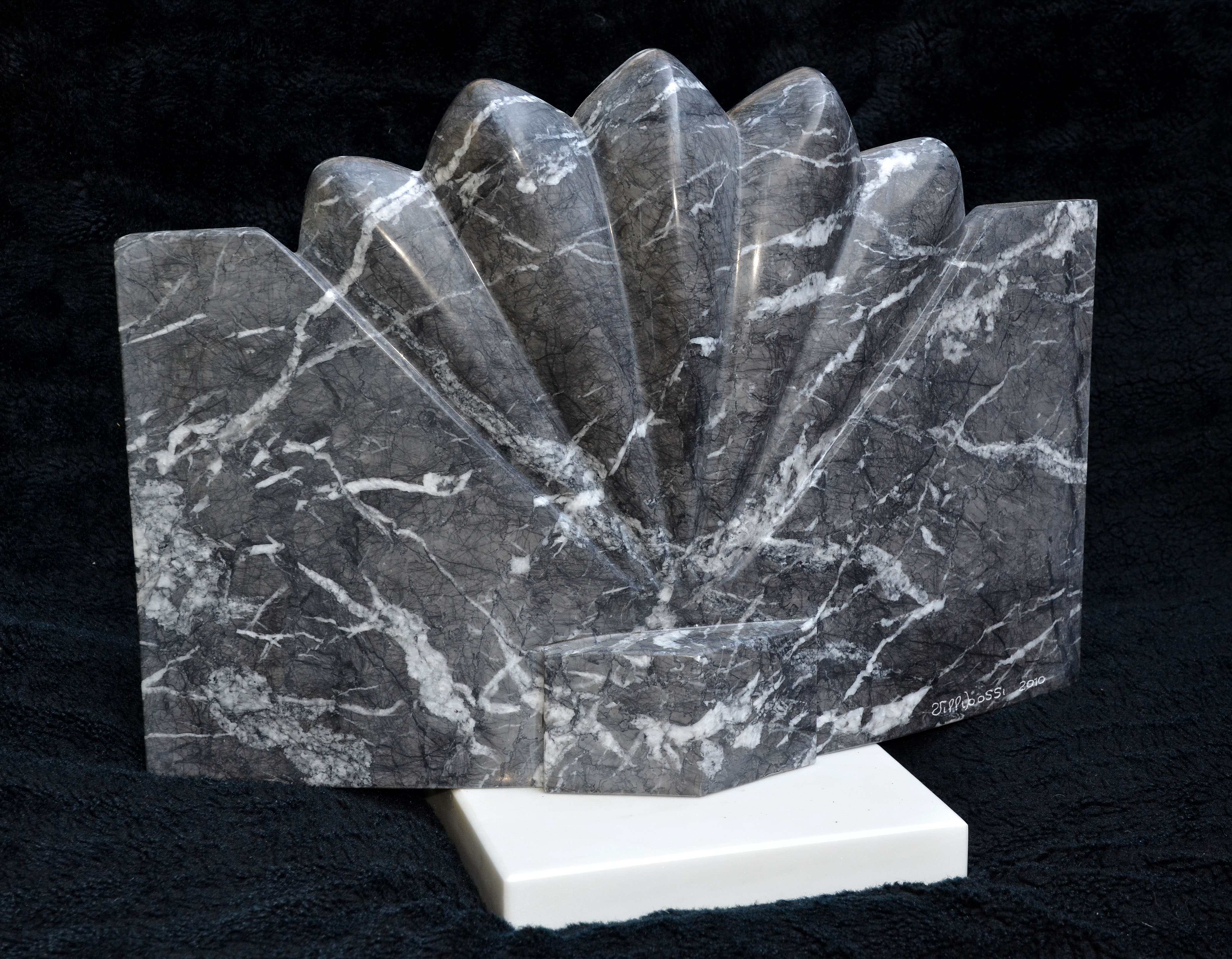
Petali (2012)

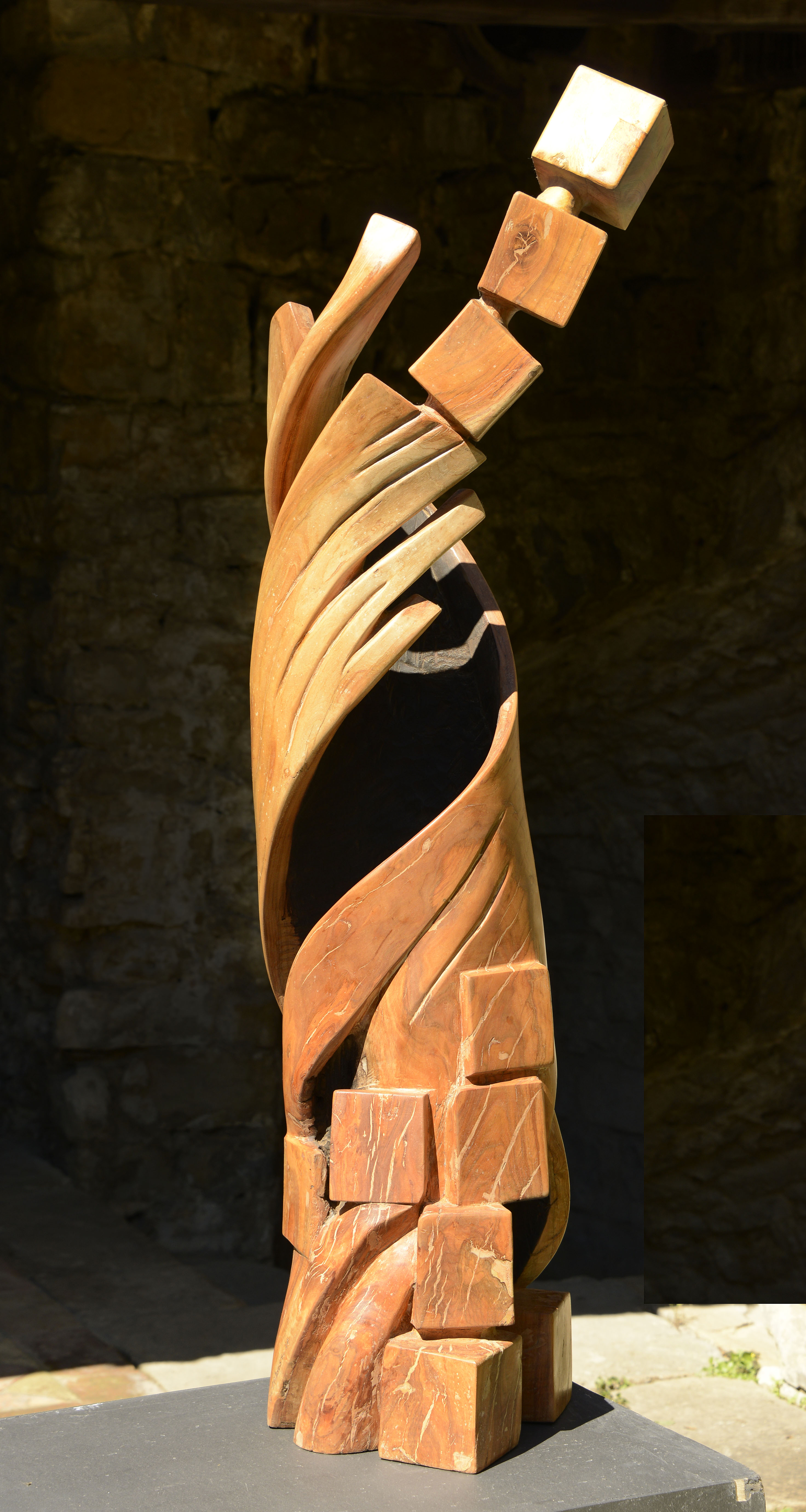
Vortice (2012)
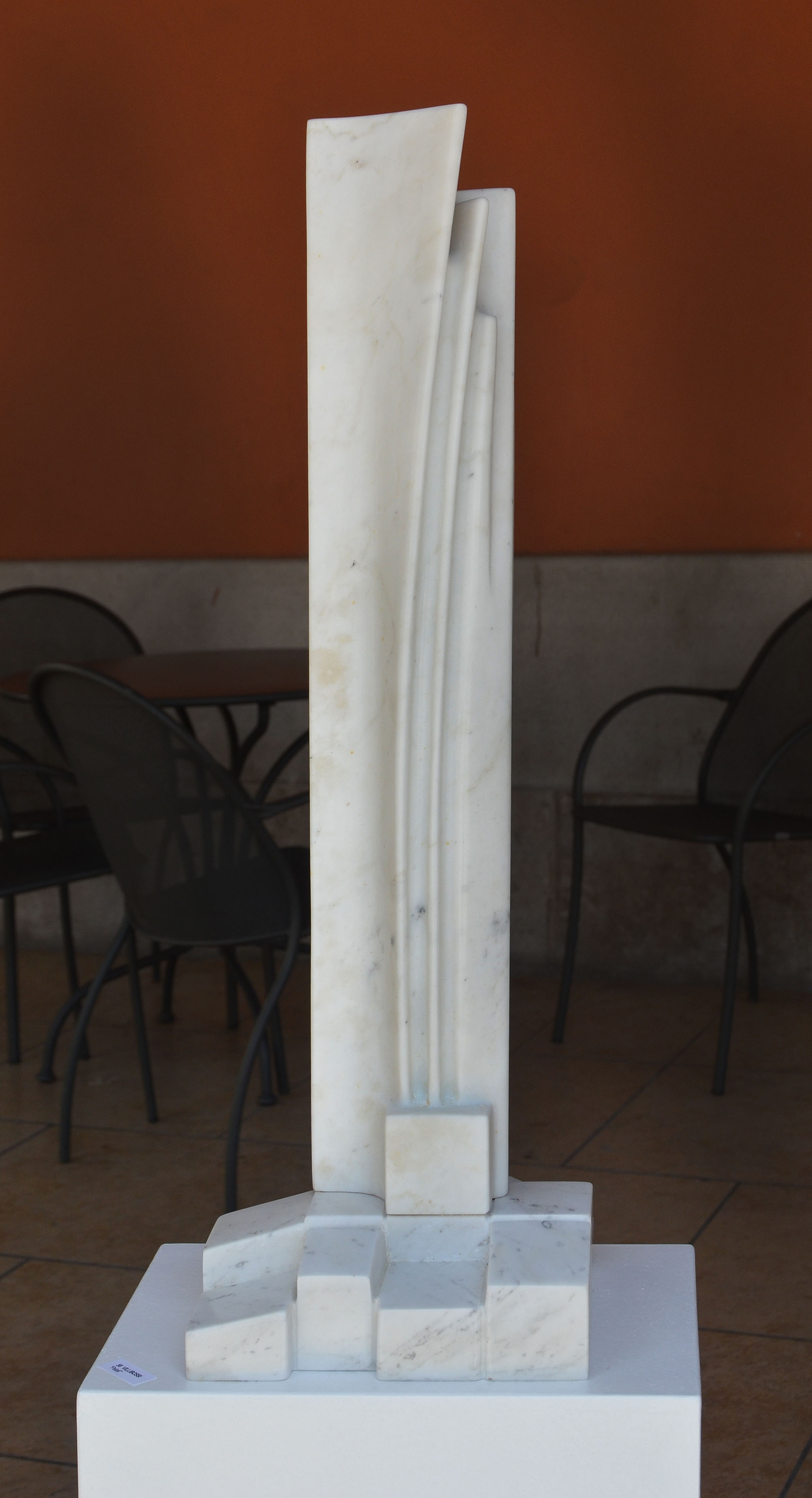
Rinascita (2012)
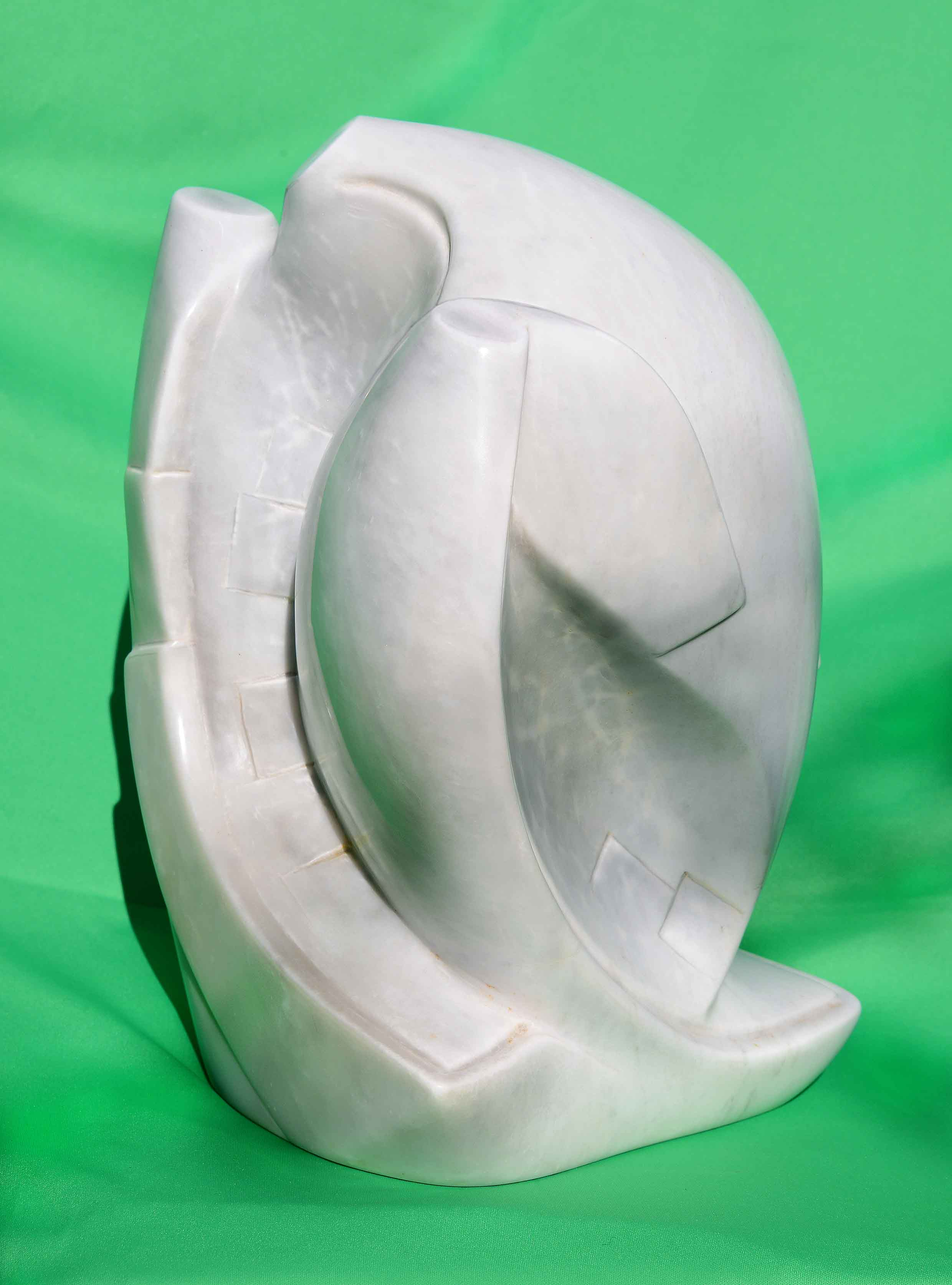
Semi dell'abete (2013)
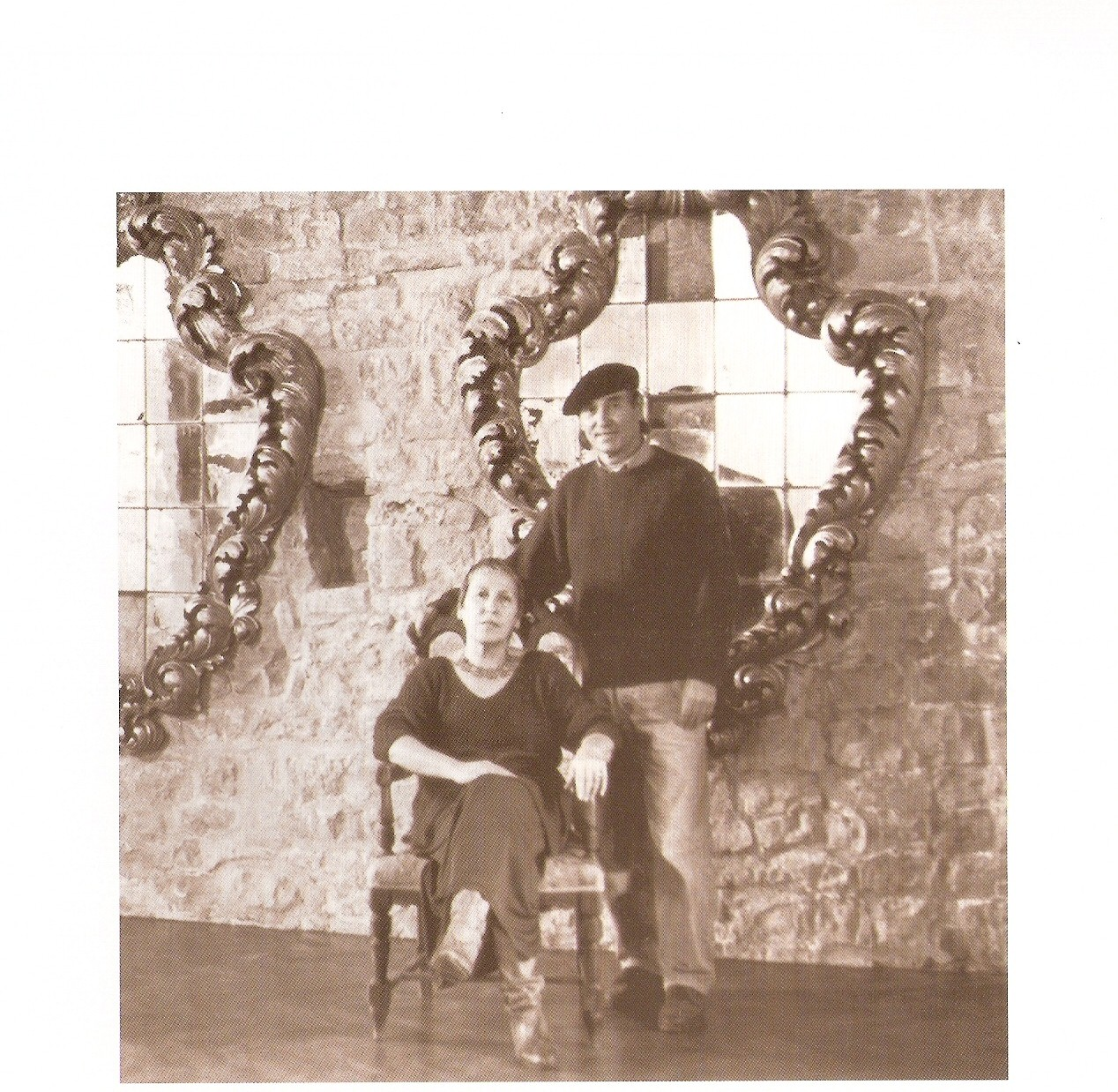
Villi Bossi e la moglie Gabriella